# 血旗

阿道夫·希特勒在血旗和持旗手親衛隊突擊隊大隊領袖雅各布·格里明格旁檢閱衝鋒隊成員，攝於1935年

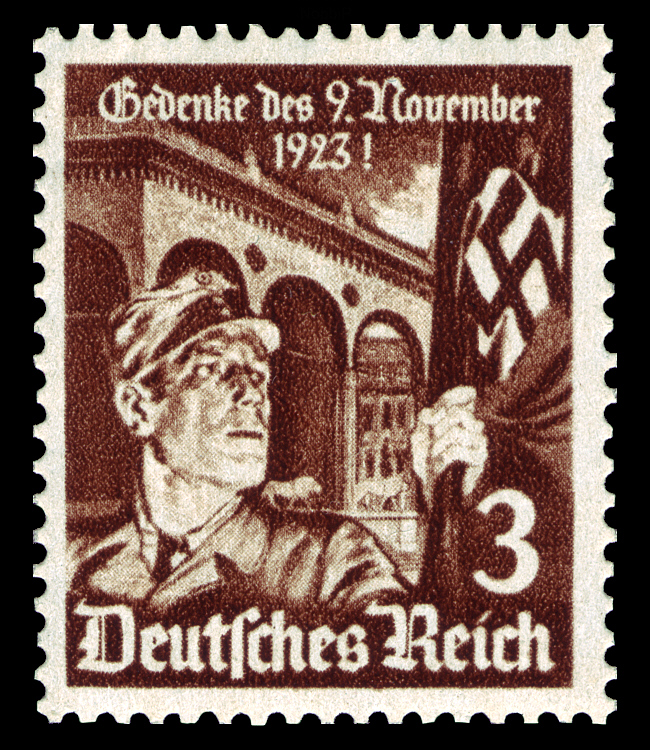
啤酒館政變紀念郵票

血旗（德語：Blutfahne，發音：[bluːtˈfaːnə]）是一面國家社會主義德意志勞工黨（即納粹黨）的卐字旗，於1923年11月9日在德國慕尼黑啤酒館政變中被一名身亡的衝鋒隊隊員鮮血染紅。之後血旗成為了納粹黨和納粹德國最為神聖的物品之一，常在重要場合中作為儀式與其他納粹旗幟相接觸。

## 緣起
血旗原為第五衝鋒隊「風暴」（Sturm）所有，在啤酒館政變中被該隊隊員攜帶往慕尼黑的統帥堂遊行。當慕尼黑當地警察向納粹黨人開火時，旗幟因旗手海因里希·特拉姆鮑爾（Heinrich Trambauer）中槍倒地而落下。在旗幟旁的另一位衝鋒隊隊員安德烈亞斯·包里德爾（Andreas Bauriedl）則遭到射殺，之後倒臥在該面卐字旗上，流出的鮮血染紅了旗幟。
關於血旗在政變後的去向主要有兩種說法：一是旗手海因里希·特拉姆鮑爾在一位朋友家中將旗幟從旗杆上取下、藏在夾克中，之後再交給另一位衝鋒隊隊員卡爾·埃格斯保管；另一說是慕尼黑當局沒收了這面旗幟，後透過卡爾·埃格斯交還給納粹。早年曾有傳言稱包里德爾在死前一直舉著旗幟，不過納粹的檔案工作者於20世紀30年代中期進行的調查表明特拉姆鮑爾才是持旗人，且雖然警方沒收了幾乎所有其他旗幟，但這面旗幟由一位衝鋒隊隊員藏臥起來，並未被警方取走；在阿道夫·希特勒被從蘭茨貝格監獄釋放出來後（被判服刑五年，實際監禁期間為九個月），卡爾·埃格斯將這面旗幟交給了他。

## 神聖化
在希特勒接手血旗之後，他為這面旗幟換上了新的旗杆和頂尖，旗杆頭下有一個銀色的長條，上面寫著啤酒館政變中16名殉難者的名字，其中即包含包里德爾；此外旗杆套不再實際使用，而是使用紅白黑交織的線穿過旗杆套固定旗幟。
1926年，在魏瑪舉行的第二屆納粹黨代表大會上，希特勒將這面旗幟正式的授予時任親衛隊全國領袖約瑟夫·柏赫托德。此後，血旗被視為納粹黨的聖物，並多次由親衛隊突擊隊大隊領袖雅各布·格里明傑擔任旗手持旗出現在納粹黨的儀式場合。
血旗其中一個較重要的用途是希特勒在參加一年一度的紐倫堡黨代會時，會將其他納粹旗幟與這面血旗相接觸，將它們「神聖化」；此一儀式又被稱為「旗幟奉獻」（Fahnenweihe）。血旗平常沒有使用時會放置於納粹黨位於慕尼黑的全國總部褐宮，由親衛隊儀仗隊看管。

## 隱沒
血旗最後一次在公開場合出現是在1944年10月18日國民衝鋒隊的成立儀式上（而非訛傳的大區長官阿道夫·瓦格納葬禮上——其時間點較國民衝鋒隊成立儀式早了六個月），由海因里希·希姆萊主持，威廉·凱特爾、海因茨·古德里安、漢斯·蘭馬斯、馬丁·鮑曼都有參加儀式。在這次公開展示後，血旗從此消失在歷史中，目前實際下落不明。據推測，血旗已與褐宮本身於1945年一同遭到摧毀。

## 外部連結
- Flags of the World （页面存档备份，存于） （英文）